# Khe nước

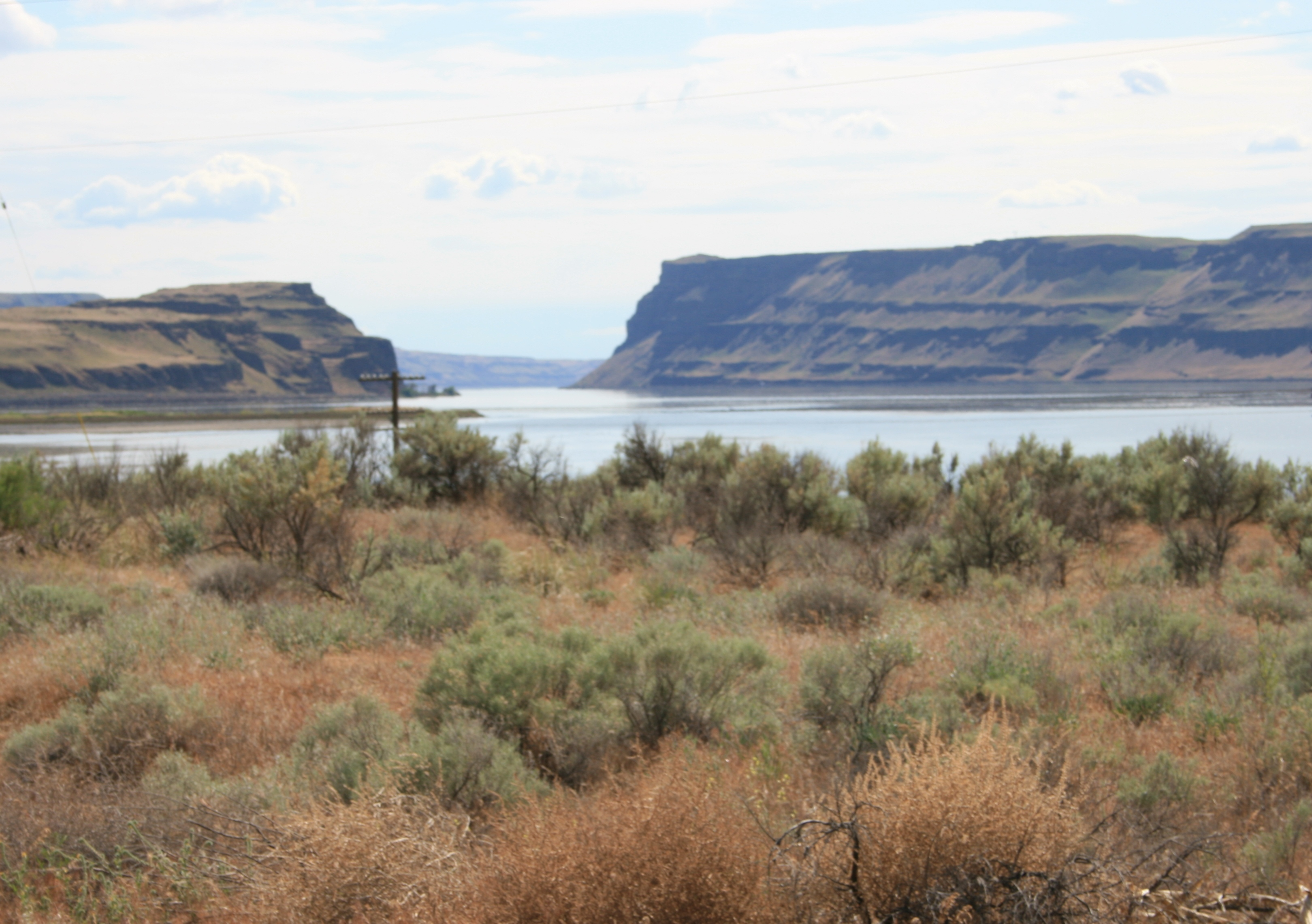
Wallula Gap, nhìn từ Phố chính ở Wallula, Washington

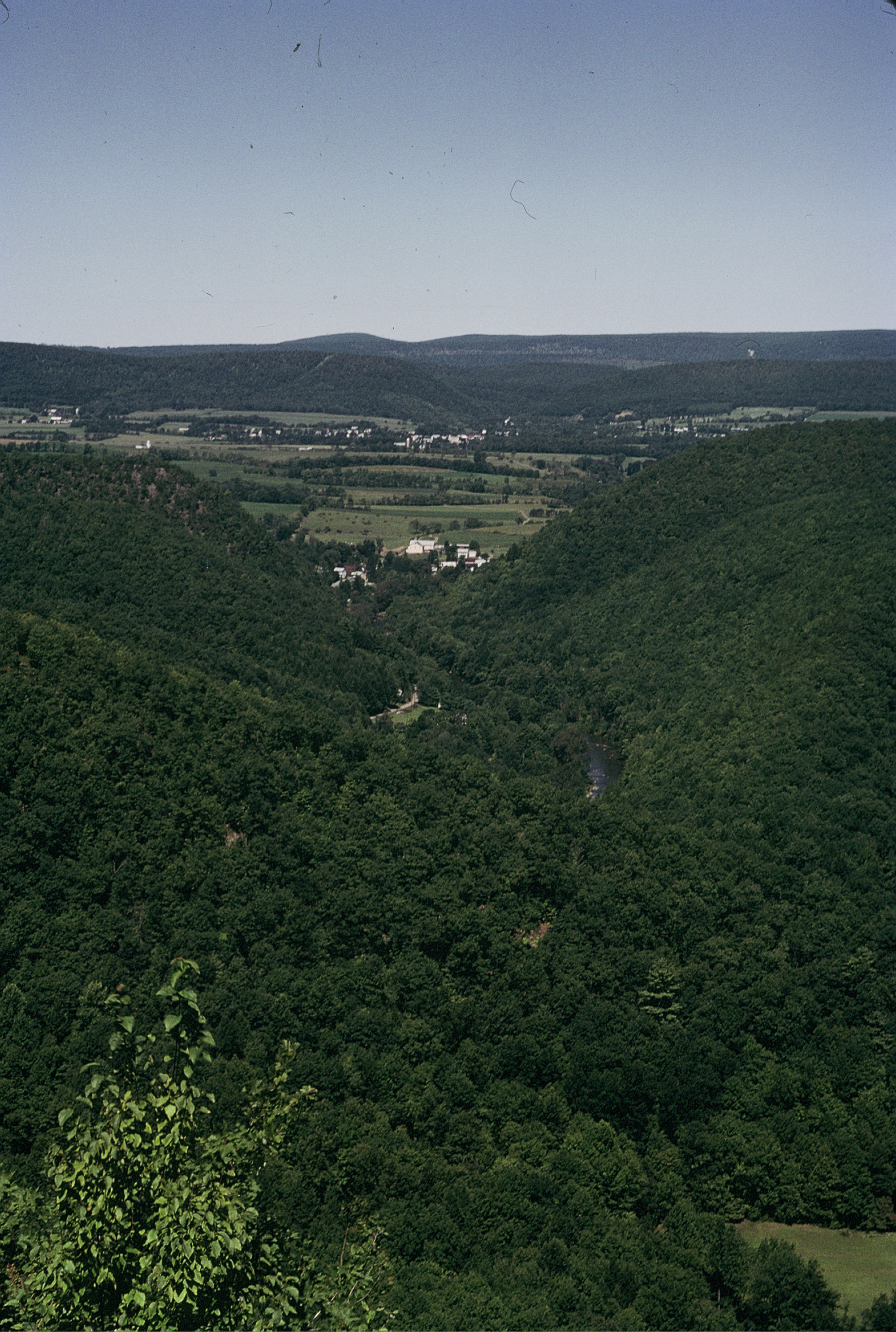
Hai khoảng trống nước được mở bởi cùng một con sông ở trung tâm Pennsylvania, tiền cảnh và hậu cảnh, cách nhau bởi các khu định cư ở vùng đất bằng phẳng

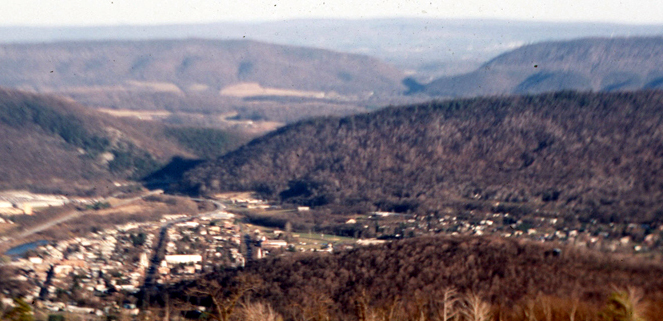
Quang cảnh những khoảng trống nước bị cắt bởi nhánh Raystown của sông Juniata qua Núi Evitts và Núi Tussey, hướng về phía tây từ đỉnh Kinton Knob, Núi Wills, ở hạt Bedford, Pennsylvania, với thị trấn Bedford ở phía trước

Một khe nước là một khe mà nước chảy đã khắc qua một dãy núi hoặc sườn núi và ngày nay vẫn mang theo nước. Những khe như vậy không còn mang theo dòng nước được gọi là những khe gió. Khe nước và khe gió thường cung cấp một tuyến đường thực tế cho vận tải đường bộ và đường sắt để vượt qua hàng rào núi.

## Địa chất
Khe nước thường là dấu hiệu của một dòng sông cũ hơn địa hình hiện tại. Điều có thể xảy ra là một dòng sông đã hình thành nên dòng chảy của nó khi địa hình ở độ cao thấp, hoặc do một vết nứt của một phần vỏ trái đất có độ dốc dòng rất thấp và một lớp trầm tích không hợp nhất dày.
Trong một ví dụ giả thuyết, một dòng sông sẽ thiết lập kênh của nó mà không cần quan tâm đến các lớp đá sâu hơn. Một thời kỳ nâng cao sau này sẽ gây ra hiện tượng xói mòn gia tăng dọc theo lòng sông, làm lộ ra các lớp đá bên dưới. Khi sự nâng cao tiếp tục, dòng sông, đủ lớn, sẽ tiếp tục làm xói mòn vùng đất đang trỗi dậy, cắt qua những rặng núi khi chúng hình thành.
Những khe nước phổ biến ở vùng Appalachian sườn núi và thung lũng phía đông Bắc Mỹ.
Ngoài ra, một khe hở nước có thể được hình thành thông qua sự xói mòn hai đầu ở hai phía đối diện của một sườn núi, cuối cùng dẫn đến việc bắt vào một luồng khác.

## Ví dụ đáng chú ý
- Chicago Portage, Illinois - Điểm yên ngựa chạy qua chính thành phố.
- Hẻm núi Sông Columbia, Oregon và Washington, và khe Wallula, Washington, Hoa Kỳ
- Cumberland Narbow, Maryland, Hoa Kỳ
- Khe nước Delearn, New Jersey và Pennsylvania, Hoa Kỳ
- Khe Heavitree, Alice Springs, Úc
- Hẻm núi Kali Gandaki - cắt qua dãy núi cao nhất thế giới, dãy Hy Mã Lạp Sơn ở Nepal
- Hẻm núi Manawatu, New Zealand
- Khe nước Potomac, Hoa Kỳ
- Pongo de Manseriche, Peru
- Pongo de Mainique, Peru
- Trung lưu sông Rhine ở Đức
- Các mũi tên Weltenburg trên sông Danube ở Bavaria
- Cổng sắt trên sông Danube, tạo thành biên giới giữa Serbia và Romania